# Psí pozdvižení
Psí pozdvižení (v anglickém originále The Canine Mutiny) je 20. díl 8. řady (celkem 173.) amerického animovaného seriálu Simpsonovi. Scénář napsal Ron Hauge a díl režíroval Dominic Polcino. V USA měl premiéru dne 13. dubna 1997 na stanici Fox Broadcasting Company a v Česku byl poprvé vysílán 6. dubna 1999 na stanici ČT1.

## Děj
Když si Bart stěžuje, že nikdy nedostává dopisy, Marge mu dá rodinnou nevyžádanou poštu. Vyplní žádost o kreditní kartu na jméno rodinného psa – Spasitele. Poté, co společnost špatně přečte jeho žádost, dostane Bart kreditní kartu vydanou na jméno „Santos L. Halper“. Bart se pustí do utrácení a koupí rodině drahé dárky ze zásilkového katalogu: uzeného lososa a pánev s rádiem pro Marge, golfové tričko pro Homera, prášky na povzbuzení pro Lízu a několik věcí pro sebe. Bart si objedná čistokrevnou kolii, jejíž cena je 1200 dolarů. Když pes dorazí, Bart se dozví, že se jmenuje Laddie a je vycvičen k plnění několika úkolů. Simpsonovi si nového psa zamilují a Spasitele zanedbávají. 
Když Bart nezaplatí účet za kreditní kartu, zavolá mu inkasní agentura a požaduje zaplacení. Když telefonáty a inkasní dopisy neustávají, požádá Laddie o pomoc se zahrabáním karty do země. Zanedlouho přijíždějí exekutoři, aby Bartovi zabavili jeho nakoupené věci. Když exekutor požádá o vrácení psa v hodnotě 1200 dolarů, Bart jako psa identifikuje Spasitele. Chrta naženou do náklaďáku a on smutně sleduje, jak odjíždí. 
Když si uvědomí, že je Spasitel pryč, rodina se s Laddie sblíží, kromě Barta, který se bojí o Spasitelův osud. Když vyčerpaný Bart vezme Laddie na jednu ze svých častých procházek, kolie zachrání život malému Geraldovi. Při slavnostním ceremoniálu na počest Laddiina hrdinství se náčelník Wiggum rozhodne, že by z něj byl ideální policejní pes. Bart ho daruje springfieldskému policejnímu sboru a při vysvětlování rodině, proč už nemají vůbec žádného psa, se rozpláče. Homer mu dá pokyn, aby našel Spasitele. Bart se nakonec od reverenda Lovejoye dozví, že psa dostal farník pan Mitchell. 
Bart navštíví pana Mitchella, aby ho poprosil o vrácení psa, ale vidí, že muž je slepý. Když se Bart dozví, jak se muž a Spasitel sblížili, rozbuší se mu srdce a odejde. Později Bart navštíví muže pozdě v noci a chce získat Spasitele zpět. Při pokusu o útěk se uvězní ve skříni, když si ji splete s venkovními dveřmi. V domnění, že Bart je zloděj, Mitchell škodolibě prohlásí, že zavolal policii. Bart mu vysvětlí, že je jen dítě a pes byl původně jeho. Bart a Mitchell zavolají Spasitele, aby se mohl rozhodnout, kterému majiteli dá přednost. Poté, co se na chvíli nechá vyrušit honbou za vlastním ocasem, si Spasitel vybere Barta. Přichází náčelník Wiggum s Laddie, která okamžitě vyčmuchá pytlík marihuany v Mitchellově kapse. Když se Bart a Spasitel vydávají domů, přijíždějí další policisté, aby si pochutnali na zabaveném konopí. 

## Produkce
V epizodě je použita celá úvodní sekvence, protože příběh byl krátký. Hlavní zápletka epizody vycházela z původního nápadu, že rodině bude vydána kreditní karta na jméno Hobart Simpson, kterou bude Bart používat. Původní podzápletka spočívala v tom, že se Líza stane závislou na povzbuzujících pilulkách Trucker's Choice. Původně měla rodina místo do psího parku vzít Laddie k vodopádu, kde by předvedla sérii skoků do vody, tento nápad byl zrušen, protože scénář již prokázal, že Laddie je určitou formou „superpsa“. Stejně tak scéna, ve které Laddie zachraňuje Geralda, byla původně komplikovanější, ale byla vystřižena; v dokončené epizodě jsou vidět pouze následky Laddiiny záchrany.
Laddie byla navržena tak, aby se podobala skutečnému psovi. Katalog, jenž Bart používá, je kombinací katalogu Lillian Vernon a obchodu The Sharper Image. Úvod vznikl z toho, že seriál neměl část, kde by rodina dostávala poštu, a scenáristé chtěli vytvořit vtip o různých typech pošty adresované jednotlivým členům rodiny. Po Bartově fantazírování o „pálení psů“ měl původně zaznít slabý výkřik „více psů“, ale bylo shledáno, že to zachází s vtipem příliš daleko. Hank Azaria vytvořil celou sekvenci během závěrečných titulků, ve které si šéf Wiggum a Lou zpívají písničku „Jamming“, dle svého uvážení.

## Kulturní odkazy
Název odkazuje na román a film Caine Mutiny. Pes Laddie je narážkou na jméno, vzhled a nadpřirozenou inteligenci Lassie. Marge poslouchá na svém rádiu na pánvi píseň „You Really Got Me“ od The Kinks. Na konci epizody zazní píseň „Jamming“ od Boba Marleyho. Design společnosti zabývající se zpětným přebíráním majetku s názvem Repo Depot je velmi volně založen na agentuře pro vymáhání pohledávek z filmu Repo Man. Adresa domu pana Mitchella, Mt. Auburn Street 57, je jednou z adres časopisu The Harvard Lampoon. Přesvědčení pana Mitchella, že jeho mrtvý papoušek je stále naživu, je odkazem na skeč Monty Python „Mrtvý papoušek“.

## Přijetí
V původním vysílání se epizoda umístila na 43. místě ve sledovanosti v týdnu od 7. do 13. dubna 1997 s ratingem Nielsen 8,1, což odpovídá přibližně 7,9 milionu diváckých domácností. Byl to čtvrtý nejlépe hodnocený pořad na stanici Fox v tomto týdnu, hned po seriálech Akta X, Tatík Hill a spol. a Beverly Hills 90210.
Závěr epizody s náčelníkem Wiggumem a Louem zpívajícími společně píseň „Jamming“ od Boba Marleyho je často uváděn jako jeden z nejlepších konců v historii seriálu. Autoři knihy I Can't Believe It's a Bigger and Better Updated Unofficial Simpsons Guide, Warren Martyn a Adrian Wood, ji označili za „sladkou epizodu“.